# Diablo II: Resurrected
Diablo II: Resurrected est un jeu vidéo de Hack 'n' slash développé et édité par Blizzard Entertainment, sorti le 23 septembre 2021 sur PC, PS4, PS5, Xbox One, Xbox Series ainsi que Nintendo Switch. Il s'agit d'une version remake du jeu vidéo Diablo II sorti en 2000.

## Trame
Le jeu se déroule dans le monde médiéval-fantastique de Sanctuaire. C'est ici que furent jadis bannis les trois Démons Primordiaux (Diablo et ses frères Baal et Mephisto) avant d'être vaincus par des mages humains connus sous le nom d'Horadrims. À l'issue du premier jeu, le démon Diablo, Seigneur de la Terreur, est parvenu à se libérer en corrompant l'esprit d'un aventurier, devenu le Rôdeur noir. Celui-ci, accompagné de Marius, vise à libérer ses frères démons. Les aventuriers de Diablo II se lancent donc à sa poursuite pour l'en empêcher.

## Système de jeu
Diablo II est un jeu vidéo d'action et de rôle de type hack 'n' slash dans lesquels le joueur contrôle en temps réel, via une interface en pointer-et-cliquer, un personnage devant explorer des donjons peuplés de monstres qu'il doit combattre pour gagner de l’expérience et des trésors comme de l'or, des armes ou des armures.

## Développement
Diablo II: Resurrected est annoncé le 20 février 2021 par Blizzard Entertainment, à l'occasion de la BlizzCon. Cette version fait suite à la volonté de Blizzard de ressortir ses titres précédents, à l'instar de StarCraft: Remastered (2017) et Warcraft III: Reforged (2020). Une version en alpha technique, accessible pour certains joueurs et comprenant les deux premiers actes du jeu, a lieu du 9 au 12 avril 2021. Le jeu sort finalement le 23 septembre 2021 sur toutes les plateformes, même si des problèmes de serveurs empêchent alors de nombreux joueurs de se connecter.
Le patch 2.4, dont la sortie est prévue pour 2022, apportera les premiers éléments d'équilibrage du jeu depuis 2010. Ce correctif rendra certains styles de jeu plus performants pour pouvoir être utilisés dans des niveaux de difficulté plus élevés. Il ajoutera également le Ladder Play, une fonctionnalité multijoueur compétitive bien connue de l'original, qui a été omise lors du lancement du remake.

## Accueil
Le jeu reçoit une majorité de critiques favorables malgré un gameplay jugé comme étant quelque peu daté. La qualité de ses graphismes fait l'unanimité, considérée comme à la fois impressionnante et respectueuse du jeu originel. Sur Metacritic, la version PC de Diablo II: Resurrected reçoit en note une moyenne pondérée de 80 sur 100.